# Wessela Jazinska
Wessela Jazinska (bulgarisch Весела Яцинска, englisch Vesela Yatsinska; * 16. Januar 1951 in Botewgrad als Wessela Taschewa bulgarisch Ташева, englisch Tasheva) ist eine ehemalige bulgarische Leichtathletin, die sich auf den Mittelstreckenlauf spezialisiert hat. Ihren größten Erfolg feierte sie mit dem Vizehalleneuropameistertitel 1977 in San Sebastián.

## Sportliche Laufbahn
Erste internationale Erfahrungen sammelte Wessela Jazinska vermutlich im Jahr 1971, als sie bei den Halleneuropameisterschaften in Sofia mit 2:11,1 min in der Vorrunde im 800-Meter-Lauf ausschied. 1976 belegte sie bei den Halleneuropameisterschaften in München in 4:24,1 min den achten Platz über 1500 Meter und im Juli schied sie bei den Olympischen Sommerspielen in Montreal mit 4:07,89 min im Halbfinale im 1500-Meter-Lauf aus. Im Jahr darauf gewann sie bei den Halleneuropameisterschaften in Donostia / San Sebastián in 4:10,0 min die Silbermedaille hinter der Britin Mary Stewart und im August belegte sie bei der Sommer-Universiade in Sofia in 4:07,2 min den vierten Platz. 1978 gelangte sie bei den Halleneuropameisterschaften in Mailand mit 4:10,5 min auf den vierten Platz und im September wurde sie bei den Europameisterschaften in Prag in 4:04,73 min Neunte. Im Jahr darauf siegte sie bei den Balkanspielen in Piräus im 3000-Meter-Lauf und 1980 schied sie bei den Olympischen Sommerspielen in Moskau mit 1:59,84 min im Semifinale über 800 Meter aus und kam über 1500 Meter mit 4:04,70 min nicht über den Vorlauf hinaus. 1982 belegte sie bei den Halleneuropameisterschaften in Mailand in 4:11,75 min den vierten Platz über 1500 Meter und im September gelangte sie bei den Europameisterschaften in Athen mit 4:06,98 min auf Rang sieben. Daraufhin beendete sie ihre aktive sportliche Karriere im Alter von 31 Jahren.
1980 wurde Jazinska bulgarische Meisterin im 800-Meter-Lauf sowie 1976 und 1982 über 1500 Meter und 1979 und 1981 über 3000 Meter.

## Persönliche Bestleistungen
- 800 Meter: 1:58,9 min, 6. Juli 1979 in Paris
  - 800 Meter (Halle): 2:01,39 min, 28. Februar 1982 in Sofia
- 1000 Meter: 2:35,65 min, 17. August 1982 in Sofia
- 1500 Meter: 4:04,70 min, 30. Juli 1980 in Moskau
  - 1500 Meter (Halle): 4:07,68 min, 20. Februar 1982 in Sofia
- Meile: 4:21,52 min, 30. Juni 1982 in Budapest
- 3000 Meter: 8:52,89 min, 5. August 1979 in Turin